# Леонард, Элмор
Э́лмор Джон Леона́рд-мла́дший (англ. Elmore John Leonard; 11 октября 1925, Новый Орлеан — 20 августа 2013, Детройт) — американский писатель и сценарист, мастер криминальной литературы и вестернов, произведения которого отличались энергичными диалогами, персонажами-неудачниками и лаконичным юмором. В прессе часто именовался «одним из величайших» и «наиболее узнаваемых» американских криминальных писателей в истории. Жители Детройта считали его своим Диккенсом, Стивен Кинг — великим писателем, а Квентин Тарантино — своим творческим гуру и альтер эго. По его книгам и сценариям было снято 43 фильма.
Многие романы и рассказы Леонарда были экранизированы. Наиболее известными из них являются «Контракт с коротышкой», «Джеки Браун», «Будь круче!», а также «Поезд на Юму». В 2010 году на мировые телеэкраны вышел сериал «Правосудие», основанный на нескольких произведениях Леонарда.

## Биография
Отец Леонарда работал в General Motors землемером, что вынуждало семью постоянно переезжать с места на место. Родившись в Новом Орлеане, Леонард прожил там недолго: семейство кочевало до тех пор, пока в 1934 году не осело в Детройте, штат Мичиган.
Именно это время больше всего повлияло на Элмора, и — более того — в дальнейшем нашло своё отражение во многих его работах. Заголовки национальных газет тех лет пестрили именами гангстеров вроде Бонни и Клайда и бейсболистов «Детройтских Тигров»: Бонни и Клайд, известные своими «подвигами» всей Америке были убиты в 1934 году. А «Тигры» в том же 1934 году вышли в «Мировую серию»… Спорт и оружие стали увлечениями Леонарда на всю жизнь.
В 1943 году Леонард окончил Среднюю Иезуитскую Школу при Детройтском Университете[en].
В литературу прорвался в 1950-х годах, периодически издавая свои вестерны. Затем начал работать в детективном жанре и писать сценарии. Получил одобрение критиков за неприукрашенный реализм и сильные диалоги. Элмор Леонард проживал в округе Оклэнд, штат Мичиган. Он возглавлял Ассоциацию детективных писателей США в 1993 году.
Скончался 20 августа 2013 года в Детройте, так и не оправившись после тяжёлого инсульта.

## 10 правил Леонарда[6]
1. Не начинайте книгу с описания погоды. Читатели часто пропускают такие абзацы и переходят непосредственно к персонажам и истории.
2. Избегайте прологов. Особенно тех прологов, что идут за введением, которое следует за предисловием.
3. При написании диалогов пользуйтесь только словом «сказал». «Сказал» — слово куда менее навязчивое, чем, «проворчал», «ахнул», «предупредил» или «солгал».
4. Не пытайтесь украсить слово «сказал» наречиями. Использование их — смертный грех.
5. Не злоупотребляйте восклицательными знаками. Ограничьтесь двумя, максимум — тремя знаками на 100 000 слов.
6. Не пользуйтесь словами типа «вдруг» или «внезапно».
7. Используйте местный жаргон и диалект с умом.
8. Избегайте детальных описаний персонажей.
9. Не описывайте слишком подробно места и вещи.
10. Выбрасывайте отрывки, которые читатели обычно пролистывают. Что касается мыслей героя — читатель их или сам увидит, или ему просто нет до них дела.

## Произведения
- Охотники за головами (1953)
- Законы в Рандадо (1954)
- Escape from Five Shadows (1956)
- Последняя битва на Сабельной реке (1959) (экранизация в 1997 году)
- Отважный стрелок (1961) (экранизация в 1967)
- Большая кража / Под прицелом / The Big Bounce (1969) (экранизация в 1969 году и (экранизация в 2004 году)
- Без правил / The Moonshine War (1969) (экранизация в 1970 году)
- Вальдес идет (1970) (экранизация в 1971 году)
- Forty Lashes Less One (1972)
- Мистер Мажестик (1974) (экранизация в 1974 году)
- Fifty-Two Pickup (1974) (экранизация в 1986 году)
- Swag (1976)
- Unknown man No. 89 (1977)
- The Hunted (1977)
- The Switch (1978) (экранизация в 2013 году)
- Gunsights (1979)
- С мертвого никто не спросит / City Primeval (1980)
- Золотой берег (1980) (экранизация 1997 году)
- Разрушенный образ (1981) (экранизация в 1992 году)
- Охотник на кошек (1982) (экранизация в 1989 году)
- Stick (1983) (экранизация в 1985 году)
- Ла Брава (1983)
- Глитц (1985)
- Бандиты (1987)
- Прикосновение смерти / Touch (1987) (экранизация в 1997 году)
- Смерть со спецэффектами / Freaky Deaky (1988)
- Киллер / Killshot (1989) (экранизация в 2008 году)
- Контракт с коротышкой (1990) (экранизация в 1995 году; по мотивам романа с 2017 года также выходит телесериал)
- Боб Максимум (1991) (экранизация в 1998 году)
- Ромовый пунш (1992) (экранизация в 1997, фильм «Джеки Браун»)
- Пронто (1993) (экранизация в 1997)
- Именем закона / Riding the Rap (1995)
- Вне поля зрения (1996) (экранизация в 1998 году; основа для сериала «Карен Сиско» (2003-2004)
- Свободная Куба (1998)
- Будь круче! (1999) (экранизация в 2005 году)
- Tonto Woman (1998)
- Деньги - не проблема / Pagan Babies (2000)
- Огонь в норе / Fire in the Hole (2001)  (сериал «Правосудие», 2010)
- Когда женщины выходят плясать / When the Women Come Out to Dance (2002)
- Случайный свидетель / Tishomingo Blues (2002)
- A Coyote’s in the House (2003)
- Соучастники / Mr. Paradise (2004)
- Небеса подождут / The Hot Kid (2005)